# Allium carinatum
Allium carinatum  је вишегодишња зељаста биљка која припада фамилији Amaryllidaceae.

## Опис
Корен је луковица интензивног мириса лука. Усправна биљка са издужено ланцетасим листовима. 
Цветови су овалног облика и сакупљени су у главичасту цваст, беле или розе боје.  Величина цвасти је од 1 до 2,5 цм. Период цветања је јул и дуго остаје биљка у цвету. Гинецеум је већи од цвета биљке. Са сваке стране цвасти се пружа такозвани брк, по чему и биљку зову брка.
Плод је чаура са семеном величине неколико милиметара.

## Станиште
Отворена станишта, ливаде, падине, ивице шума умереног појаса. Код нас је чест на Ртњу.

## Расејавање и размножавање
Расејава се помоћу ветра и инсеката а размножава семеном.

## Употреба и лековитост
Луковица је богата  витамином Ц, пигментом каротеном, протеинима. У народној медицини користи се код упала горњих дисајних путева, болести срца, хипертензије, проблема са варењем и исхраном, система органа за излучивање, упале зглобова, подстицање циркулације и реуматолошких тегоба.

## Галерија
- цваст
- цваст
- хабитус